# Vrijwaring
Vrijwaring is in het Nederlands recht geen eenduidig begrip. Het kan bijvoorbeeld betrekking hebben op aansprakelijkheid: iemand is niet aansprakelijk als hij daarvan gevrijwaard is (door een wet of de belanghebbende). De term disculpatie wordt ook wel gebruikt.
In het overeenkomstenrecht is het een van de verplichtingen die een verkoper heeft bij een koopovereenkomst. Als onderdeel van een overeenkomst heeft het veelal de betekenis van instaan voor een bepaalde prestatie of voor een zeker feit. In het Frans gebruikt men het woord garantie; in het Nederlands worden onder garantie soms alleen maar de bijkomende clausules verstaan, die gegeven worden boven op de vrijwaringsplicht die de wet voorziet, ook indien er niets zou zijn afgesproken.
Deze verplichting om het verkochte goed te vrijwaren heeft een dubbel doel.
- In de eerste plaats moet de verkoper het ongestoorde bezit van het goed verzekeren. Tenzij anders afgesproken is, moet de verkoper de zaak onbeschadigd leveren. Verkochte goederen die nog niet geleverd zijn moeten onderhouden worden, dieren moeten verzorgd en gevoederd worden, ook al zijn ze verkocht (maar nog niet geleverd). De koper moet bovendien gevrijwaard worden van uitwinning. Dat betekent dat de verkoper moet kunnen verzekeren dat er niemand anders opduikt die een of ander recht op de zaak opeist, zoals eigendom, bezit, hypotheek of wat dan ook.
- In de tweede plaats moet de verkoper de koper vrijwaren voor verborgen of koopvernietigende gebreken. Het moet wel gaan om gebreken die de koper niet zelf had kunnen waarnemen. Meestal is het zo dat de koper de gebreken binnen een bepaalde termijn moet melden. De overeenkomst kan inhouden dat deze garantie uitgebreid wordt, zowel wat de voorwaarden als wat de termijn betreft. Wetgeving op de consumentenbescherming voorziet vaak extra bescherming voor aankopen door particuliere consumenten bij professionele verkopers.

Een verkoper die niet meteen aan deze vrijwaringsplicht voldoet, kan daartoe worden aangesproken. Eventueel zal hij kunnen verplicht worden om de ontvangen prijs terug te betalen, evenals door de koper gemaakte kosten en geleden schade.